# Omar Hawsawi
Omar Ibrahim Omar Othman Hawsawi (in arabo عمر هوساوي‎?; Gedda, 27 settembre 1985) è un ex calciatore saudita, di ruolo difensore.

## Carriera

### Club
Ha sempre giocato nel campionato saudita. Il 13 ottobre 2010 firma un pre-contratto con l'Al-Nassr, aggregandosi in squadra nel gennaio 2011. Nella stagione 2013-2014 colleziona 22 presenze vincendo i primi due trofei della sua carriera: il campionato e la coppa del principe saudita. Il 15 gennaio 2014 rinnova il suo contratto con l'Al-Nassr fino al 30 giugno 2018. Nella stagione successiva trionfa con il resto della sua squadra per la seconda volta consecutiva in campionato. Il 28 gennaio 2018 rinnova nuovamente il suo contratto per altre due stagioni. Nella stagione 2018-2019, da nuovo capitano della squadra, porta l'Al-Nassr alla vittoria dell'ottavo titolo. Nell'ottobre 2020 si trasferisce all'Al-Ittihad, vincendo nella stagione 2022-2023 il suo quareto campionato arabo in carriera e la prima supercoppa saudita.

### Nazionale
Ha esordito in Nazionale nel 2013. 
È stato incluso nella lista dei 23 convocati per la Coppa d'Asia 2015 in Australia, e successivamente in quella per i Mondiali 2018 in Russia.

## Statistiche

### Presenze e reti nei club
Statistiche aggiornate al 25 luglio 2023
| Stagione          | Squadra           | Campionato        | Campionato | Campionato | Coppe nazionali | Coppe nazionali | Coppe nazionali | Coppe continentali | Coppe continentali | Coppe continentali | Altre coppe | Altre coppe | Altre coppe | Totale | Totale |
| Stagione          | Squadra           | Comp              | Pres       | Reti       | Comp            | Pres            | Reti            | Comp               | Pres               | Reti               | Comp        | Pres        | Reti        | Pres   | Reti   |
| ----------------- | ----------------- | ----------------- | ---------- | ---------- | --------------- | --------------- | --------------- | ------------------ | ------------------ | ------------------ | ----------- | ----------- | ----------- | ------ | ------ |
| gen.-giu.2011     | Al-Nassr          | SPL               | 8          | 1          | CS+KCC          | 1+1             | 0               | AFC                | 6                  | 0                  |             | -           | -           | 16     | 1      |
| 2011-2012         | Al-Nassr          | SPL               | 13         | 2          | CS+KCC          | 2+1             | 0               | -                  | -                  | -                  |             | -           | -           | 16     | 2      |
| 2012-2013         | Al-Nassr          | SPL               | 15         | 1          | CS+KCC          | 3+2             | 0               | -                  | -                  | -                  |             | -           | -           | 20     | 1      |
| 2013-2014         | Al-Nassr          | SPL               | 22         | 3          | CS+KCC          | 3+1             | 0               | -                  | -                  | -                  |             | -           | -           | 26     | 3      |
| 2014-2015         | Al-Nassr          | SPL               | 24         | 2          | CS+KCC          | 2+3             | 1+0             | AFC                | 6                  | 0                  | SS          | 1           | 0           | 36     | 3      |
| 2015-2016         | Al-Nassr          | SPL               | 23         | 1          | CS+KCC          | 1+3             | 0               | AFC                | 5                  | 0                  | SS          | 1           | 0           | 33     | 1      |
| 2016-2017         | Al-Nassr          | SPL               | 23         | 1          | CS+KCC          | 4+3             | 0               | -                  | -                  | -                  |             | -           | -           | 30     | 1      |
| 2017-2018         | Al-Nassr          | SPL               | 22         | 0          | KCC             | 2               | 0               | -                  | -                  | -                  |             | -           | -           | 24     | 0      |
| 2018-2019         | Al-Nassr          | SPL               | 13         | 0          | CCA+KCC         | 3+2             | 0               | AFC                | 10+1               | 1+1                |             | -           | -           | 29     | 2      |
| 2019-2020         | Al-Nassr          | SPL               | 7          | 0          | KCC             | 2               | 0               | -                  | -                  | -                  |             | -           | -           | 9      | 0      |
| Totale Al-Nassr   | Totale Al-Nassr   | Totale Al-Nassr   | 170        | 11         |                 | 39              | 1               |                    | 28                 | 2                  |             | 2           | 0           | 239    | 14     |
| giu.2020          | Al-Ittihad        | -                 | -          | -          | CAA             | 2               | 0               | -                  | -                  | -                  |             | -           | -           | 2      | 0      |
| 2020-2021         | Al-Ittihad        | SPL               | 17         | 0          | KCC             | 0               | 0               | -                  | -                  | -                  |             | -           | -           | 17     | 0      |
| 2021-2022         | Al-Ittihad        | SPL               | 16         | 1          | KCC             | 1               | 0               | -                  | -                  | -                  |             | -           | -           | 17     | 1      |
| 2022-2023         | Al-Ittihad        | SPL               | 20         | 0          | KCC             | 2               | 0               | -                  | -                  | -                  | SS          | 1           | 0           | 23     | 0      |
| Totale Al-Ittihad | Totale Al-Ittihad | Totale Al-Ittihad | 53         | 1          |                 | 5               | 0               |                    | -                  | -                  |             | 1           | 0           | 59     | 1      |
| Totale carriera   | Totale carriera   | Totale carriera   | 223        | 12         |                 | 44              | 1               |                    | 28                 | 2                  |             | 3           | 0           | 298    | 15     |

### Cronologia presenze e reti in nazionale
| Cronologia completa delle presenze e delle reti in nazionale ― Arabia Saudita | Cronologia completa delle presenze e delle reti in nazionale ― Arabia Saudita | Cronologia completa delle presenze e delle reti in nazionale ― Arabia Saudita | Cronologia completa delle presenze e delle reti in nazionale ― Arabia Saudita | Cronologia completa delle presenze e delle reti in nazionale ― Arabia Saudita | Cronologia completa delle presenze e delle reti in nazionale ― Arabia Saudita | Cronologia completa delle presenze e delle reti in nazionale ― Arabia Saudita | Cronologia completa delle presenze e delle reti in nazionale ― Arabia Saudita |
| Data                                                                          | Città                                                                         | In casa                                                                       | Risultato                                                                     | Ospiti                                                                        | Competizione                                                                  | Reti                                                                          | Note                                                                          |
| ----------------------------------------------------------------------------- | ----------------------------------------------------------------------------- | ----------------------------------------------------------------------------- | ----------------------------------------------------------------------------- | ----------------------------------------------------------------------------- | ----------------------------------------------------------------------------- | ----------------------------------------------------------------------------- | ----------------------------------------------------------------------------- |
| 9-9-2013                                                                      | Riyad                                                                         | Arabia Saudita                                                                | 1 – 3                                                                         | Trinidad e Tobago                                                             | Amichevole                                                                    | -                                                                             | 89’                                                                           |
| 5-3-2014                                                                      | Dammam                                                                        | Arabia Saudita                                                                | 1 – 0                                                                         | Indonesia                                                                     | Qual. Coppa d'Asia 2015                                                       | -                                                                             |                                                                               |
| 24-5-2014                                                                     | Jerez                                                                         | Arabia Saudita                                                                | 0 – 4                                                                         | Moldavia                                                                      | Amichevole                                                                    | -                                                                             | 77’                                                                           |
| 8-9-2014                                                                      | Londra                                                                        | Arabia Saudita                                                                | 2 – 3                                                                         | Australia                                                                     | Amichevole                                                                    | -                                                                             |                                                                               |
| 10-10-2014                                                                    | Riyad                                                                         | Arabia Saudita                                                                | 1 – 1                                                                         | Uruguay                                                                       | Amichevole                                                                    | -                                                                             |                                                                               |
| 14-10-2014                                                                    | Gedda                                                                         | Arabia Saudita                                                                | 1 – 1                                                                         | Libano                                                                        | Amichevole                                                                    | 1                                                                             |                                                                               |
| 13-11-2014                                                                    | Riyad                                                                         | Arabia Saudita                                                                | 1 – 1                                                                         | Qatar                                                                         | Gulf Cup 2014 - 1º turno                                                      | -                                                                             |                                                                               |
| 16-11-2014                                                                    | Riad                                                                          | Arabia Saudita                                                                | 3 – 0                                                                         | Bahrein                                                                       | Gulf Cup 2014 - 1º turno                                                      | -                                                                             |                                                                               |
| 19-11-2014                                                                    | Riad                                                                          | Arabia Saudita                                                                | 1 – 0                                                                         | Yemen                                                                         | Gulf Cup 2014 - 1º turno                                                      | -                                                                             |                                                                               |
| 23-11-2014                                                                    | Riyad                                                                         | Arabia Saudita                                                                | 3 – 2                                                                         | Emirati Arabi Uniti                                                           | Gulf Cup 2014 - Semifinale                                                    | -                                                                             |                                                                               |
| 26-11-2014                                                                    | Riyad                                                                         | Arabia Saudita                                                                | 1 – 2                                                                         | Qatar                                                                         | Gulf Cup 2014 - Finale                                                        | -                                                                             |                                                                               |
| 30-12-2014                                                                    | Melbourne                                                                     | Bahrein                                                                       | 4 – 1                                                                         | Arabia Saudita                                                                | Amichevole                                                                    | -                                                                             | 46’                                                                           |
| 4-1-2015                                                                      | Parramatta                                                                    | Arabia Saudita                                                                | 0 – 2                                                                         | Corea del Sud                                                                 | Amichevole                                                                    | -                                                                             | 69’                                                                           |
| 10-1-2015                                                                     | Brisbane                                                                      | Arabia Saudita                                                                | 0 – 1                                                                         | Cina                                                                          | Coppa d'Asia 2015 - 1º turno                                                  | -                                                                             |                                                                               |
| 14-1-2015                                                                     | Melbourne                                                                     | Corea del Nord                                                                | 1 – 4                                                                         | Arabia Saudita                                                                | Coppa d'Asia 2015 - 1º turno                                                  | -                                                                             |                                                                               |
| 18-1-2015                                                                     | Melbourne                                                                     | Uzbekistan                                                                    | 3 – 1                                                                         | Arabia Saudita                                                                | Coppa d'Asia 2015 - 1º turno                                                  | -                                                                             |                                                                               |
| 30-3-2015                                                                     | Dammam                                                                        | Arabia Saudita                                                                | 2 – 1                                                                         | Giordania                                                                     | Amichevole                                                                    | -                                                                             |                                                                               |
| 11-6-2015                                                                     | Riad                                                                          | Arabia Saudita                                                                | 3 – 2                                                                         | Palestina                                                                     | Qual. Mondiali 2018                                                           | -                                                                             |                                                                               |
| 3-9-2015                                                                      | Gedda                                                                         | Arabia Saudita                                                                | 7 – 0                                                                         | Timor Est                                                                     | Qual. Mondiali 2018                                                           | -                                                                             |                                                                               |
| 24-3-2016                                                                     | Gedda                                                                         | Arabia Saudita                                                                | 2 – 0                                                                         | Malaysia                                                                      | Qual. Mondiali 2018                                                           | -                                                                             |                                                                               |
| 29-3-2016                                                                     | Abu Dhabi                                                                     | Emirati Arabi Uniti                                                           | 1 – 1                                                                         | Arabia Saudita                                                                | Qual. Mondiali 2018                                                           | -                                                                             |                                                                               |
| 24-8-2016                                                                     | Doha                                                                          | Arabia Saudita                                                                | 4 – 0                                                                         | Laos                                                                          | Amichevole                                                                    | -                                                                             | 46’                                                                           |
| 1-9-2016                                                                      | Riyad                                                                         | Arabia Saudita                                                                | 1 – 0                                                                         | Thailandia                                                                    | Qual. Mondiali 2018                                                           | -                                                                             | 63’                                                                           |
| 6-9-2016                                                                      | Shah Alam                                                                     | Iraq                                                                          | 1 – 2                                                                         | Arabia Saudita                                                                | Qual. Mondiali 2018                                                           | -                                                                             |                                                                               |
| 6-10-2016                                                                     | Riyad                                                                         | Arabia Saudita                                                                | 2 – 2                                                                         | Australia                                                                     | Qual. Mondiali 2018                                                           | -                                                                             | 69’                                                                           |
| 11-10-2016                                                                    | Gedda                                                                         | Arabia Saudita                                                                | 3 – 0                                                                         | Emirati Arabi Uniti                                                           | Qual. Mondiali 2018                                                           | -                                                                             |                                                                               |
| 15-11-2016                                                                    | Saitama                                                                       | Giappone                                                                      | 2 – 1                                                                         | Arabia Saudita                                                                | Qual. Mondiali 2018                                                           | 1                                                                             |                                                                               |
| 10-1-2017                                                                     | Abu Dhabi                                                                     | Arabia Saudita                                                                | 0 – 0                                                                         | Slovenia                                                                      | Amichevole                                                                    | -                                                                             |                                                                               |
| 23-3-2017                                                                     | Bangkok                                                                       | Thailandia                                                                    | 0 – 3                                                                         | Arabia Saudita                                                                | Qual. Mondiali 2018                                                           | -                                                                             |                                                                               |
| 28-3-2017                                                                     | Riad                                                                          | Arabia Saudita                                                                | 1 – 0                                                                         | Iraq                                                                          | Qual. Mondiali 2018                                                           | -                                                                             |                                                                               |
| 8-6-2017                                                                      | Sydney                                                                        | Australia                                                                     | 3 – 2                                                                         | Arabia Saudita                                                                | Qual. Mondiali 2018                                                           | -                                                                             |                                                                               |
| 29-8-2017                                                                     | Al-'Ayn                                                                       | Emirati Arabi Uniti                                                           | 2 – 1                                                                         | Arabia Saudita                                                                | Qual. Mondiali 2018                                                           | -                                                                             |                                                                               |
| 5-9-2017                                                                      | Gedda                                                                         | Arabia Saudita                                                                | 1 – 0                                                                         | Giappone                                                                      | Qual. Mondiali 2018                                                           | -                                                                             |                                                                               |
| 7-10-2017                                                                     | Gedda                                                                         | Arabia Saudita                                                                | 5 – 2                                                                         | Giamaica                                                                      | Amichevole                                                                    | -                                                                             | 73’                                                                           |
| 10-10-2017                                                                    | Jeddah                                                                        | Arabia Saudita                                                                | 0 – 3                                                                         | Ghana                                                                         | Amichevole                                                                    | -                                                                             |                                                                               |
| 10-11-2017                                                                    | Viseu                                                                         | Portogallo                                                                    | 3 – 0                                                                         | Arabia Saudita                                                                | Amichevole                                                                    | -                                                                             |                                                                               |
| 22-12-2017                                                                    | Al-Kuwait                                                                     | Kuwait                                                                        | 1 – 2                                                                         | Arabia Saudita                                                                | Gulf Cup 2017-2018 - 1º turno                                                 | -                                                                             |                                                                               |
| 25-12-2017                                                                    | Al-Kuwait                                                                     | Emirati Arabi Uniti                                                           | 0 – 0                                                                         | Arabia Saudita                                                                | Gulf Cup 2017-2018 - 1º turno                                                 | -                                                                             |                                                                               |
| 28-12-2017                                                                    | Al Kuwait                                                                     | Arabia Saudita                                                                | 0 – 2                                                                         | Oman                                                                          | Gulf Cup 2017-2018 - 1º turno                                                 | -                                                                             |                                                                               |
| 26-2-2018                                                                     | Gedda                                                                         | Arabia Saudita                                                                | 3 – 0                                                                         | Moldavia                                                                      | Amichevole                                                                    | 1                                                                             | cap.                                                                          |
| 23-3-2018                                                                     | Marbella                                                                      | Ucraina                                                                       | 1 – 1                                                                         | Arabia Saudita                                                                | Amichevole                                                                    | -                                                                             |                                                                               |
| 27-3-2018                                                                     | Bruxelles                                                                     | Belgio                                                                        | 4 – 0                                                                         | Arabia Saudita                                                                | Amichevole                                                                    | -                                                                             | 67’                                                                           |
| 9-5-2018                                                                      | Cadice                                                                        | Arabia Saudita                                                                | 2 – 0                                                                         | Algeria                                                                       | Amichevole                                                                    | -                                                                             |                                                                               |
| 15-5-2018                                                                     | Siviglia                                                                      | Arabia Saudita                                                                | 2 – 0                                                                         | Grecia                                                                        | Amichevole                                                                    | -                                                                             |                                                                               |
| 28-5-2018                                                                     | San Gallo                                                                     | Italia                                                                        | 2 – 1                                                                         | Arabia Saudita                                                                | Amichevole                                                                    | -                                                                             | 90+4’                                                                         |
| 8-6-2018                                                                      | Leverkusen                                                                    | Germania                                                                      | 2 – 1                                                                         | Arabia Saudita                                                                | Amichevole                                                                    | -                                                                             |                                                                               |
| 15-6-2018                                                                     | Mosca                                                                         | Russia                                                                        | 5 – 0                                                                         | Arabia Saudita                                                                | Mondiali 2018 - 1º turno                                                      | -                                                                             | cap.                                                                          |
| 10-9-2018                                                                     | Riad                                                                          | Arabia Saudita                                                                | 2 – 2                                                                         | Bolivia                                                                       | Amichevole                                                                    | -                                                                             | cap. 46’                                                                      |
| 12-10-2018                                                                    | Riad                                                                          | Arabia Saudita                                                                | 0 – 2                                                                         | Brasile                                                                       | Amichevole                                                                    | -                                                                             | cap.                                                                          |
| 16-11-2018                                                                    | Dammam                                                                        | Arabia Saudita                                                                | 1 – 0                                                                         | Yemen                                                                         | Amichevole                                                                    | -                                                                             | cap.                                                                          |
| 20-11-2018                                                                    | Amman                                                                         | Giordania                                                                     | 1 – 1                                                                         | Arabia Saudita                                                                | Amichevole                                                                    | -                                                                             | cap. 53’ 90+1’                                                                |
| 5-9-2019                                                                      | Dammam                                                                        | Arabia Saudita                                                                | 1 – 1                                                                         | Mali                                                                          | Amichevole                                                                    | -                                                                             | cap.                                                                          |
| 10-9-2019                                                                     | Riffa                                                                         | Yemen                                                                         | 2 – 2                                                                         | Arabia Saudita                                                                | Qual. Mondiali 2022                                                           | -                                                                             | cap.                                                                          |
| Totale                                                                        |                                                                               | Presenze                                                                      | 53                                                                            |                                                                               | Reti                                                                          | 3                                                                             |                                                                               |

## Palmarès
- Supercoppa saudita: 1

Al-Ittihad: 2022
- Campionato saudita: 4

Al-Nassr: 2013-2014, 2014-2015, 2018-2019
Al-Ittihad: 2022-2023
- Coppa del Principe della Corona saudita: 1

Al-Nassr: 2013-2014